# Emerald Buddha
The Emerald Buddha (Thai: พระแก้วมรกต Phra Kaew Morakot, eller พระพุทธมหามณีรัตนปฏิมากร Phra Phuttha Maha Mani Rattana Patimakon), på dansk Den Smaragdgrønne Buddha, er en 66 centimeter høj figur af den mediterende Siddharta Gautama siddende i lotusposition. Figuren er placeret i Wat Phra Kaew-templet ved det thailandske kongepalads Grand Palace i Bangkok. Den grønne Buddha er fremstillet af halvædelstenen Jaspis (også kaldt agat), og ikke som navnet ellers antyder af jade. Figuren er iklædt tøj af guld, hvor der skiftes mellem tre sæt tøj, der symboliser Thailands tre årstider: sommer, regntid og vinter.

## Historie
Emerald Buddha-figuren er oprindeligt fremstillet for omkring 600 år siden i Lan Na, et kongerige i det nordlige Thailand fra 1292 til 1775 med Chiang Mai som hovedstad fra 1296. I 1552 blev den grønne Buddha-figur flyttet til Laos, efter at monarkierne Lan Na og Lan Xang fusionerede. Figuren blev beslaglagt af den thailandske general Chao Phraya Chakri under en invasion af Laos i 1779 og bragt til Thonburi – den ny hovedstad efter Ayutthayas fald i 1767 – hvor den blev placeret i templet Wat Arun. Senere omstyrtede general Chakri kong Taksin og blev selv kong Rama I, og grundlagde Chakri-dynastiet – det nuværende thailandske kongehus – med hovedsæde i Bangkok, på den modsatte siden af Chao Phraya-floden. Den gamle artefakt blev i 1784 flyttet til Wat Phra Kaew (dansk: Templet for den grønne munk) ved det ny kongepalads, Grand Palace.
Emerald Buddha betragtes som beskytteren af det ny Bangkok-rige og er den helligste besiddelse i Chakri-dynastiet. En af den thailandske konges vigtigste pligter er, at skifte klæder på Buddha-figuren tre gange om året, for at markere ændringerne i de thailandske sæsoner.